# 청춘은 참혹하다
청춘은 참혹하다(Bittersweet Youth)는 한국에서 제작된 심덕근 감독의 2009년 영화이다. 김희상 등이 주연으로 출연하였다.

## 출연

### 주연
- 김희상
- 이두석
- 윤영균

### 조연
- 김광섭